# KV12
KV13 무덤은 이집트 왕가의 계곡에 위치한 무덤으로, 원래는 고대 이집트 제18왕조 대에 처음 지어졌으며 이후 제19왕조와 제20왕조 대에도 사용되었다. 정확한 주인은 알 수 없으며 KV5처럼 여러 왕족을 장사지낸 공간으로 사용되었을 가능성이 있다.
KV9 무덤을 조성하는 과정에서 땅을 파내려가던 인부들이 실수로 KV12의 지하공간을 침범한 것으로 보인다. 근대에 이르러 KV9의 발굴 과정에서 두 번째 무덤이 존재한다는 소문이 퍼지기도 하였으나 사실이 아닌 것으로 드러났다.

## 참고문헌
- Reeves, N & Wilkinson, R.H. The Complete Valley of the Kings, 1996, Thames and Hudson, London.
- Siliotti, A. Guide to the Valley of the Kings and to the Theban Necropolises and Temples, 1996, A.A. Gaddis, Cairo.